# Jan Jadrowski
Jan Tadeusz Jadrowski (ur. 30 lipca 1898 w Samborze, zm. 22 kwietnia 1924 w Rajczy) – kapitan piechoty Wojska Polskiego, działacz niepodległościowy, kawaler Orderu Virtuti Militari.

## Życiorys
Urodził się 30 lipca 1898 w Samborze, w rodzinie Andrzeja i Katarzyny z Bodnarów.
Od 1914 służył w Legionach Polskich. Walczył w szeregach 2. kompanii I batalionu 5 pułku piechoty. 25 grudnia 1914 w bitwie pod Łowczówkiem dostał się do rosyjskiej niewoli. W styczniu 1915 w Tarnowie został z niej uwolniony. W grudniu 1915 był I Baonie Uzupełniającym. 24 czerwca 1916 został kontuzjowany pod Kostiuchnówką. Był wówczas żołnierzem 3. kompanii VI batalionu 7 pułku piechoty.
18 marca 1919 jako podoficer byłych Legionów Polskich został mianowany z dniem 1 marca 1919 podporucznikiem piechoty z równoczesnym przeniesieniem z 5 pułku piechoty Legionów do 3 pułku piechoty Legionów. 21 grudnia 1920 został zatwierdzony z dniem 1 kwietnia 1920 w stopniu porucznika, w piechocie, w grupie oficerów byłych Legionów Polskich. 1 czerwca 1921 pełnił służbę w Dowództwie Okręgu Generalnego Lublin, a jego oddziałem macierzystym był 5 pp Leg. 3 maja 1922 został zweryfikowany w stopniu porucznika ze starszeństwem z 1 czerwca 1919 i 110. lokatą w korpusie oficerów piechoty, a jego oddziałem macierzystym był nadal 5 pp Leg. Później został przeniesiony do 50 pułku piechoty w Kowlu. 31 marca 1924 został mianowany kapitanem ze starszeństwem z 1 lipca 1923 i 82. lokatą w korpusie oficerów piechoty. Zmarł 22 kwietnia 1924 w Rajczy.

## Ordery i odznaczenia
- Krzyż Srebrny Orderu Wojskowego Virtuti Militari nr 6580 – 17 maja 1922[11][12][13]
- Krzyż Niepodległości – pośmiertnie 20 grudnia 1932 „za pracę w dziele odzyskania niepodległości”[14][3]
- Krzyż Walecznych dwukrotnie – 1922 „za udział w b. Legionach Polskich”[15][16][17]